# Gezoomde valkmot
De gezoomde valkmot (Evergestis limbata) is een vlinder uit de familie van de grasmotten (Crambidae). De spanwijdte bedraagt tussen 20 en 23 millimeter.

## Waardplanten
De gezoomde valkmot heeft soorten uit de kruisbloemenfamilie, met name look-zonder-look en gewone raket, als waardplanten.

## Verspreiding
De soort komt voor in vrijwel geheel Europa, in Turkije, Iran en Israël.

### Voorkomen in Nederland en België
De gezoomde valkmot is in Nederland en in België een algemene soort. De soort kent één generatie die vliegt van eind juni tot augustus.